# かなちぃ
かなちぃ（1995年6月3日 - ）は、福井県出身の元グラビアアイドル。フェアリープロジェクト所属。
バイク女子としてYoutube活動をしていたが、2023年6月4日のX（旧Twitter）を最後に更新が途絶える。

## 略歴
- 2008年1月1日、「かな」（名字なし）から改名した。以前は「安西かな」だったが、2011年11月13日、オフィシャルブログの初回更新から新生『麻生かな』として再スタート。
- 2009年2月14日、南彩乃、高岡未來、望月ゆな（現・上原真央）、山口えりとともにガールズユニットchoice?を結成してグループ活動に参加。2011年4月16日に脱退。
- 2011年8月、いったん芸能活動を停止。
- 2011年11月「安西かな」改め『麻生かな』としてブログ開始。
- 2012年4月28日、小花、稲森美優、北山亜莉沙、望月るなとともに、演技も歌もできるアクトライブアイドルを目指す「アリスインアリス」に参加。2013年6月2日に同ユニットを卒業。

## 人物
- 小学6年にして、既にDVD5本、写真集を3冊出している。2008年3月に6本目のDVD発売、2月には雑誌「めっちゃいもうとプラス」で表紙を飾る事になった。
- 県の読書感想文で一位を取ったことがある。
- 特技はバレーボール（全国大会経験あり）。
- 趣味はアイドル観賞、食べること[1]。

## 作品

### かな 名義
1. はじめまして、かなです。（2006年8月25日、心交社）
2. かな 小学5年生 moecco vol.4（2006年12月20日、タスクビジュアル）
3. かなたの島から（2007年3月2日、心交社）
4. 夏への扉（2007年6月22日、マーレーインターナショナル）
5. ハニーシロップ（2007年9月27日、オークラ出版)

### 安西かな 名義
1. 小学校 卒業アルバム（2008年3月20日、タスクビジュアル）
2. ハニー・ラテ Vol.05（2008年8月25日、アートハウス ゴン）
3. スク水カタログ moecco vol.47（2008年11月20日、タスクビジュアル）
4. 僕のヒーロー! moecco vol.54（2009年4月20日、タスクビジュアル）
5. 夏のメッセージ moecco vol.61（2009年8月20日、タスクビジュアル）
6. 愛Wish moecco vol.65（2009年11月20日、タスクビジュアル）
7. チェリーガール moecco vol.69（2010年2月20日、タスクビジュアル）
8. 大スキかも! moecco vol.74（2010年5月20日、タスクビジュアル）
9. コイバナ moecco vol.82（2010年9月20日、タスクビジュアル）
10. 冒険しちゃうぞ! moecco vol.89（2011年1月20日、タスクビジュアル）
11. うれしい気持ち moecco vol.95（2011年4月20日、タスクビジュアル）
12. ピンクの花束 moecco vol.101（2011年7月20日、タスクビジュアル）

### 麻生かな 名義
1. 美☆少女時代（2012年2月24日、スパイスビジュアル）
2. 旬撮（2012年5月18日、M.B.D.メディアブランド）
3. white-happiness-（2012年7月30日、オルスタックピクチャーズ）
4. ステキな恋のはじまり（2013年7月26日、スパイスビジュアル）

### かなちぃ 名義
1. ときめき☆サマーデイズ（2021年、フェアリープロジェクトレコード、総合プロデューサー：伊藤裕規、作詞・作曲：長山翼、編曲：後藤樹里、宮戸渦生）

## 出演

### Vシネマ
- ナースな涼chan（2006年、レイフル） - 準主役
- 携帯コンテンツ「こどもじゃナイモン」
- アイドル爆弾（2011年4月6日、アルバトロス） - 愛田愛理 役

### 舞台
- 楽屋プロジェクト「メイド喫茶の神様」（2007年4月13日 - 15日、シアターVアカサカ）
- アリスインプロジェクト「まなつの銀河に雪のふるほし[2]」（2012年2月29日 - 3月4日、六行会ホール） - 月組：マルシア三等兵 役
- アリスインプロジェクト「ワールズエンド・ガールズスタート[3]」（2012年5月3日 - 6日、シアターKASSAI） - 瀬名悠美 役
- アリスインプロジェクト×劇団北京蝶々「ダウト!-国立公安女子校-」（2012年10月25日 - 28日、銀座・博品館劇場） - 星組：ハルミ 役
- アリスインプロジェクト「ラスト ホリディ 〜終わらない歌〜[4]」（2012年11月20日 - 25日、てあとるらぽう） - 小坂あかり 役
- ゴブレイシアター「舞台版まいっちんぐマチコ先生」（2013年2月11日 - 17日、シアターKASSAI） - 池上ケンタ 役
- ゴブレイシアター「cafe&restaurant キングリア[5]」（2013年4月2日 - 7日、Livetheater間～まほろ～） - 堺リア 役
- ゴブレイシアター「楢山異邦人[6]」（2013年7月16日 - 21日、シアターKASSAI） - カネ 役
- ゴブレイシアター「ハムレット[7]」（2013年9月10日 - 15日、シアターKASSAI） - 保田士音 役
- ゴブレイシアター「舞台版まいっちんぐマチコ先生2[8]」（2013年11月20日 - 24日、シアターKASSAI） - 池上ケンタ 役
- ゴブレイシアター「十二夜[9]」（2014年6月4日 - 8日、シアターKASSAI） - ヴァイオラ 役
- UDA☆MAP「新宿☆アタッカーズ」（2014年9月24日 - 28日、シアターKASSAI） - 夢或 役

### テレビ番組
- フジテレビ系「森田一義アワー 笑っていいとも!」（2007年4月5日）
- エンタ!371（2007年8月・12月・2008年1月）

### ラジオ
- 下北FM「新実奈々子のガールズリンク｣（2007年12月）

### 映画
- 終焉少女 Last Girl Standing（2013年7月、監督：山岸謙太郎）

## 書籍
- 週刊プレイボーイ（2007年10月） - グラビア

### 写真集
- スキになっていいかな?（2006年、心交社）
- かなえたいユメ（2007年、心交社）
- 12（2007年、オークラ出版）
- かなの卒業アルバム（2011年3月、マイウェイ出版） - ISBN 9784861357794